# Pilostyles galactiae
Pilostyles galactiae är en tvåhjärtbladig växtart som beskrevs av Ernst Heinrich Georg Ule. Pilostyles galactiae ingår i släktet Pilostyles och familjen Apodanthaceae. Inga underarter finns listade i Catalogue of Life.